# Altes Hauptkrankenhaus

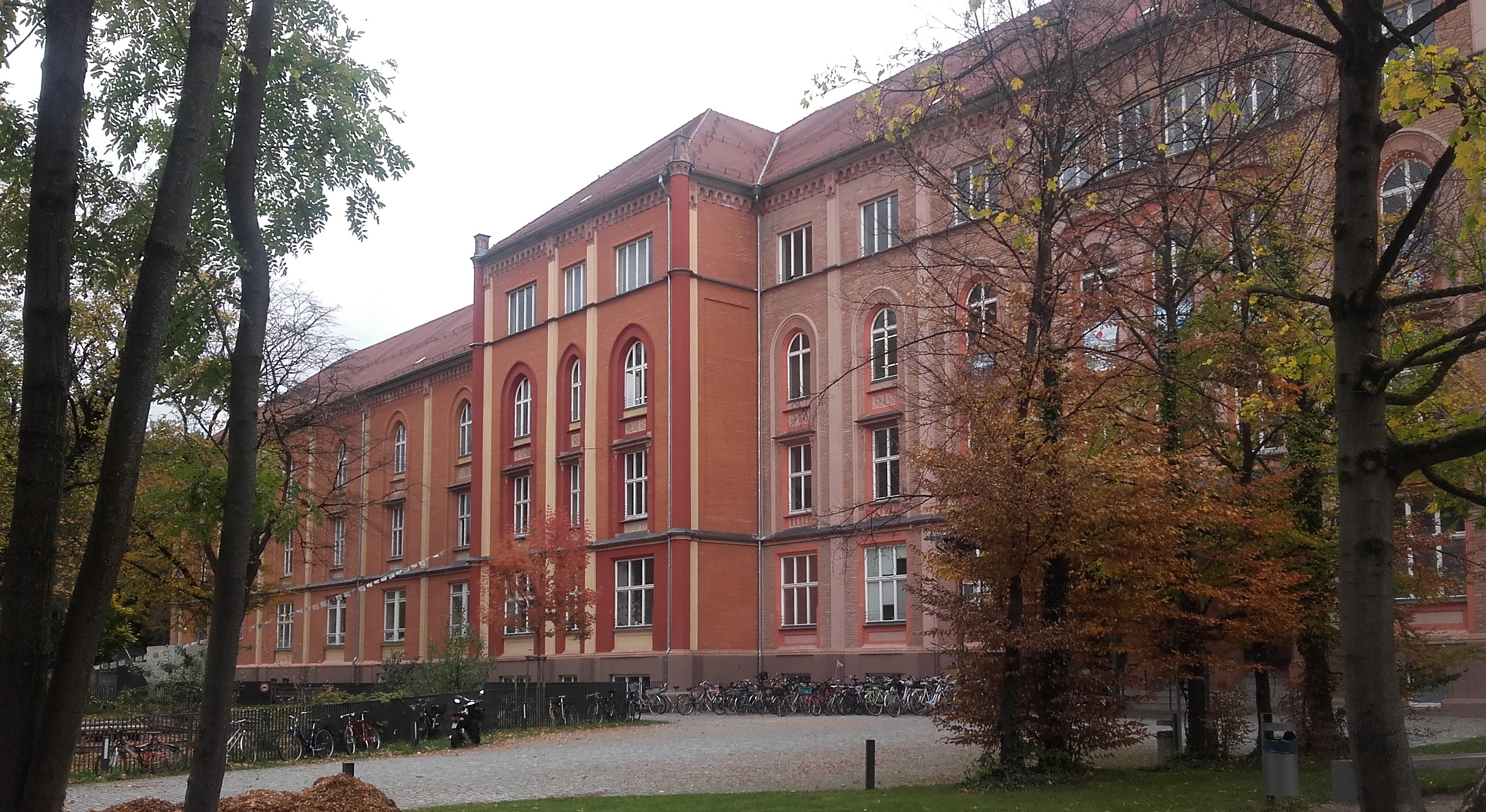
Blick auf die Südfassade des Alten Hauptkrankenhauses (2017)

Das Alte Hauptkrankenhaus befindet sich in der Jakobervorstadt von Augsburg. Es wurde zwischen 1856 und 1859 im Maximilianstil erbaut. Mit der Eröffnung des Zentralklinikums im Jahre 1982 wurde das Hauptkrankenhaus geschlossen. Nach verschiedenen Zwischennutzungen kaufte die Kongregation der Barmherzigen Schwestern vom hl. Vinzenz von Paul im Jahr 2008 das Gebäude und richtete darin nach einer mehrjährigen Bauphase ein Gesundheitszentrum ein.
Der historische Blankziegelbau ist als Baudenkmal in die Bayerische Denkmalliste eingetragen.

## Geschichte

### Erbauung 1856–1859

Hauptkrankenhaus um 1878

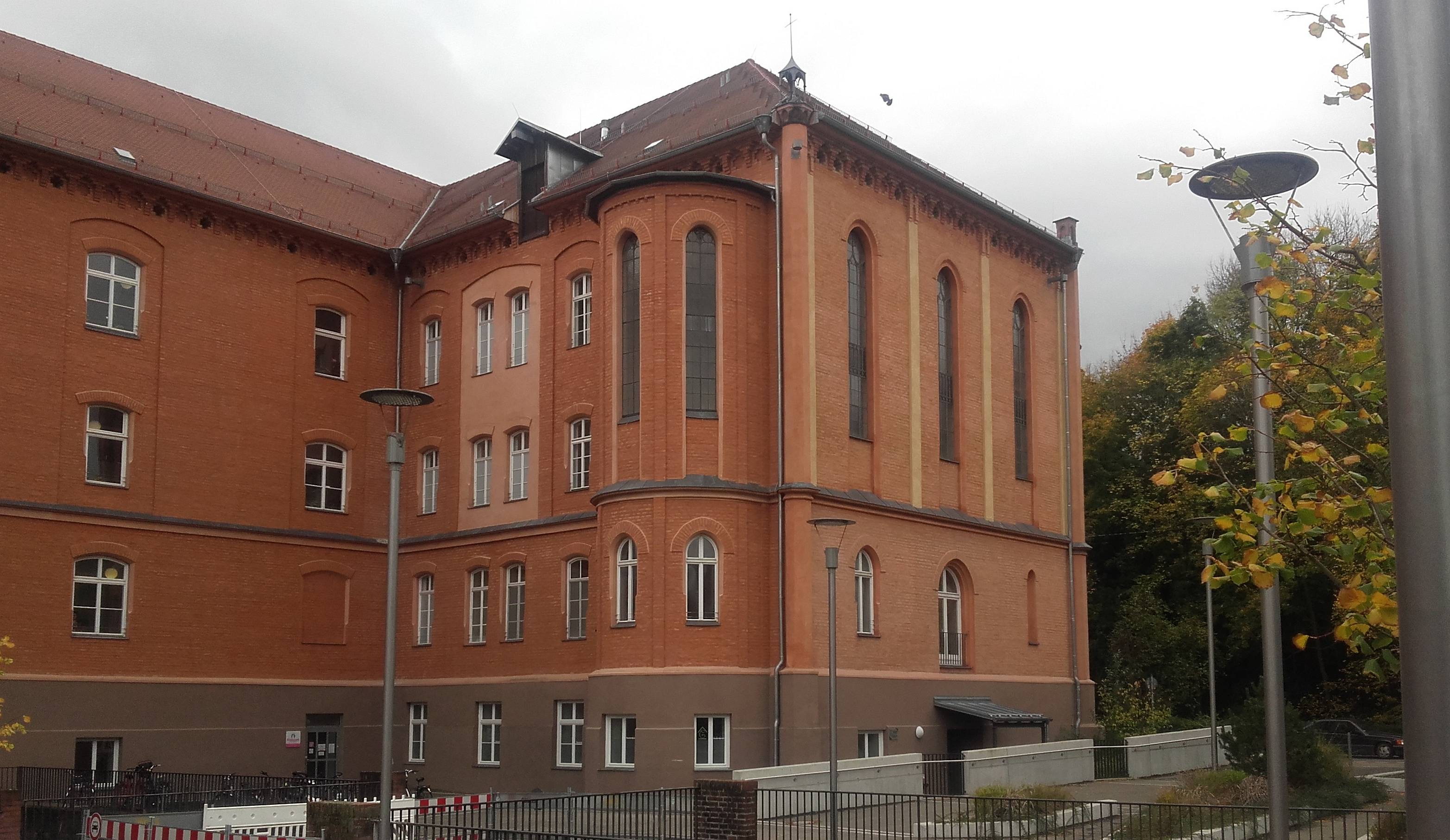
Protestantische Kapelle im Westflügel (2017)

Der Bau entstand auf dem Gelände des Zucht- und Arbeitshauses, das 1811 in ein Lokalkrankenhaus umgewandelt worden war. Nur wenige Jahrzehnte später wurde bereits ein Neubau erforderlich, da das alte Gebäude den hygienischen und baulichen Anforderungen nicht mehr genügte. Der Neubau basierte auf einem Aufriss von Johann Georg Gollwitzer aus dem Jahre 1854 und wurde dann in den Jahren 1856 bis 1859 unter Führung von Stadtbaurat Franz Joseph Kollmann erbaut. Die umliegende Gartenanlage stammte von Ferdinand Greinwald.
Ermöglicht wurde der Neubau unter anderem durch mehrere Stiftungen und Schenkungen. Eine besonders hohe Spende ist von Johann Georg Henle geleistet worden. An die Spende war die Bedingung geknüpft, dass die katholischen Patienten von den Barmherzigen Schwestern gepflegt werden. Eine weitere Spende durch Ferdinand Benedikt Schaezler schuf die Möglichkeit, dass protestantische Patienten durch Diakonissen betreut werden. Per Verordnung war ein Verhältnis von 70 % Raumkapazität für katholische Patienten gegenüber 30 % für evangelische Patienten festgelegt. Die konfessionelle Trennung wurde in der Station bis zum Jahre 1945 fortgeführt.
Der Mittelbau beherbergte die Verwaltung, eine Apotheke sowie Operations- und Gebärräume. Östlich des Mittelbaus befand sich der katholische Flügel, westlich der protestantische. Jeder dieser Flügel besaß sogar eine eigene Kapelle. Mit ursprünglich bis zu 400 Betten sollte es die hygienischen und gesundheitlichen Bedingungen der zu dieser Zeit rasch gewachsenen Industriestadt verbessern. Die Zimmer waren überwiegend mit einer Gasbeleuchtung und einer Warmwasserheizung ausgestattet.

### 1910–1951
Zwischen 1910 und 1914 fanden umfassende Modernisierungsmaßnahmen, wie etwa die Elektrifizierung oder der Einbau von neuen medizinischen Geräten, statt. Ein Jahr später erhielt das Gebäude auch Personenaufzüge.
1936 wurde die Bettenzahl durch einen Erweiterungsbau im Mitteltrakt auf 750 erhöht. Die Machtergreifung der Nationalsozialisten hatte auch auf die Krankenpflege im Hauptkrankenhaus Auswirkungen. So wurde der Vertrag mit den Diakonissen aufgekündigt und der Einsatz von sogenannten „braunen Schwestern“ vorgenommen. Gleichzeitig begann man mit der Durchführung von Zwangssterilisationen. Der Bau eines Luftschutzkellers mit Not-OP erfolgte 1941. Bei den Bombenangriffen auf Augsburg 1944 wurde der Ostteil des Hauptkrankenhauses teilweise zerstört und anschließend zwischen 1946 und 1951 mit etwas abgeänderter Fassade wieder aufgebaut.

### 1951 bis zur Schließung 1982
Die Stadt Augsburg plante in den 1950er Jahren zunächst einen Ausbau des Krankenhauses. 1959 entschied sich der Stadtrat jedoch für einen Neubau auf dem Kobelfeld am nordwestlichen Stadtrand, der auch die anderen städtischen Krankenhäuser ersetzen sollte (das Zentralklinikum, heute Universitätsklinikum Augsburg). Zwischen 1967 und 1969 wurden erneut Bau- und Sanierungsmaßnahmen vorgenommen. Bis zu seiner Schließung 1982 verfügte das Hauptkrankenhaus über etwa 500 Betten.

### Zwischennutzungen
In den folgenden Jahren nutzten verschiedene städtische Dienststellen, Theatergruppen, Arztpraxen und soziale Einrichtungen das Gebäude. Dazu zählen beispielsweise das Staatsinstitut für die Ausbildung von Fachlehrern, ein Montessori-Kindergarten, die Fakultät für Gestaltung der Hochschule Augsburg (bis 2007) oder die städtische Straßenverkehrsbehörde (bis 2009).

### Neuer Träger, Umbau und Sanierung 2010–2012, Abbruch und Neubau des Ostteils

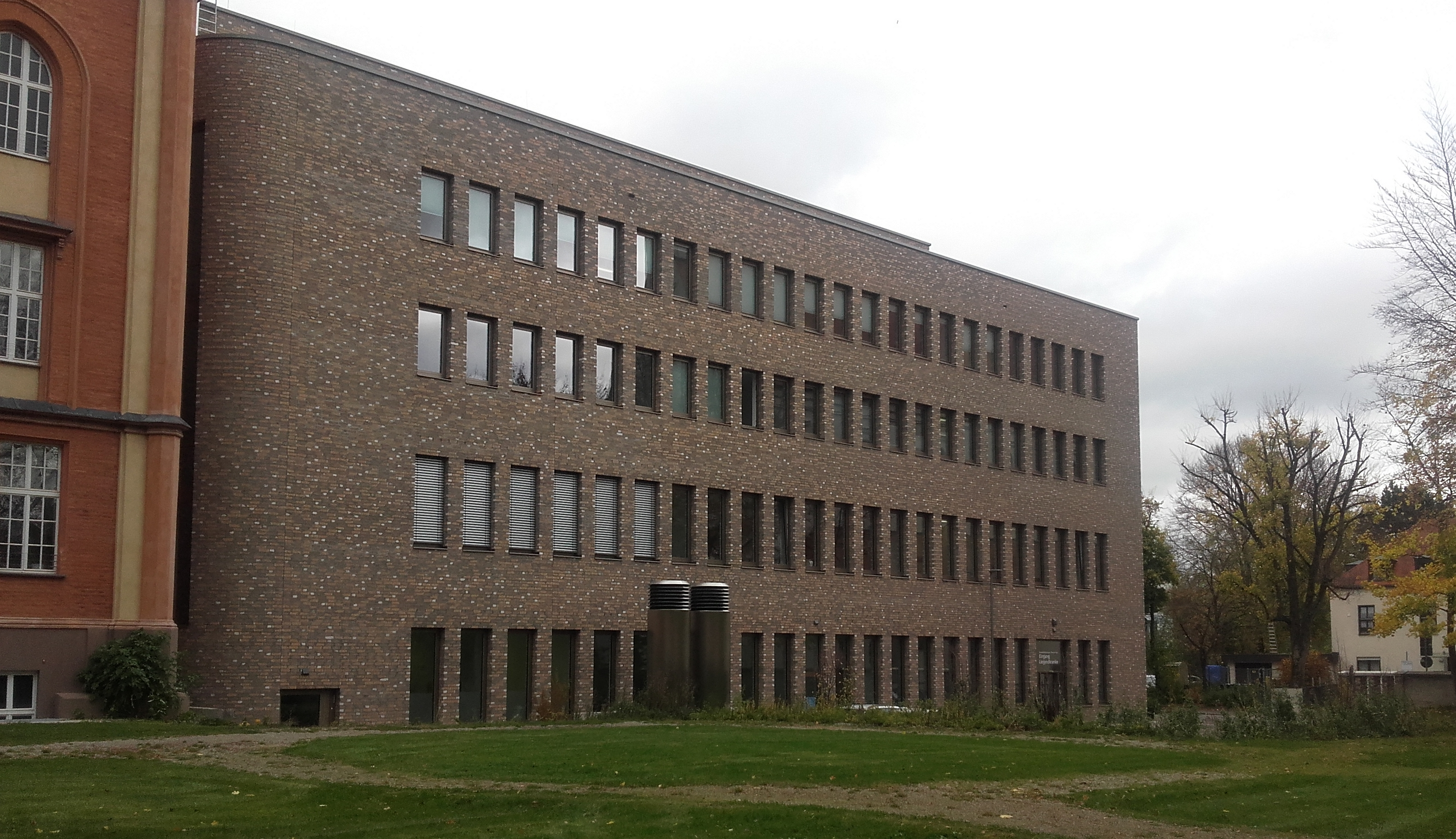
Blick auf den modernen Anbau (2017)

Aufgrund hoher Unterhaltungs- und Sanierungskosten begann die Stadt Augsburg im Jahr 2007 mit der Suche nach einem Käufer oder Investor für das denkmalgeschützte Objekt. Die Suche gestaltete sich allerdings aufgrund der Größe und der Baufälligkeit schwierig. Schließlich erwarb der Träger der benachbarten Klinik Vincentinum, die Kongregation der Barmherzigen Schwestern vom Heiligen Vinzenz von Paul, das Gebäude im Jahre 2008 von der Stadt Augsburg. Der neue Eigentümer führte von 2010 bis 2012 umfangreiche Umbaumaßnahmen im Inneren des historischen Hauptgebäudes durch. Gleichzeitig wurde die Fassade aufwendig saniert.
Anschließend erfolgte der Abbruch des nicht denkmalgeschützten, nach Kriegszerstörungen wieder aufgebauten Ostteils. An gleicher Stelle entstand bis 2015 ein von Wulf Architekten aus Stuttgart geplanter, vollständiger Neubau für ein Gesundheitszentrum mit Arztpraxen, einer Apotheke sowie Operationsräumen für ambulante Eingriffe. Im historischen Hauptgebäude sind weiterhin das Staatsinstitut für die Ausbildung von Fachlehrern als auch der Montessori-Kindergarten ansässig.

## Umfeld

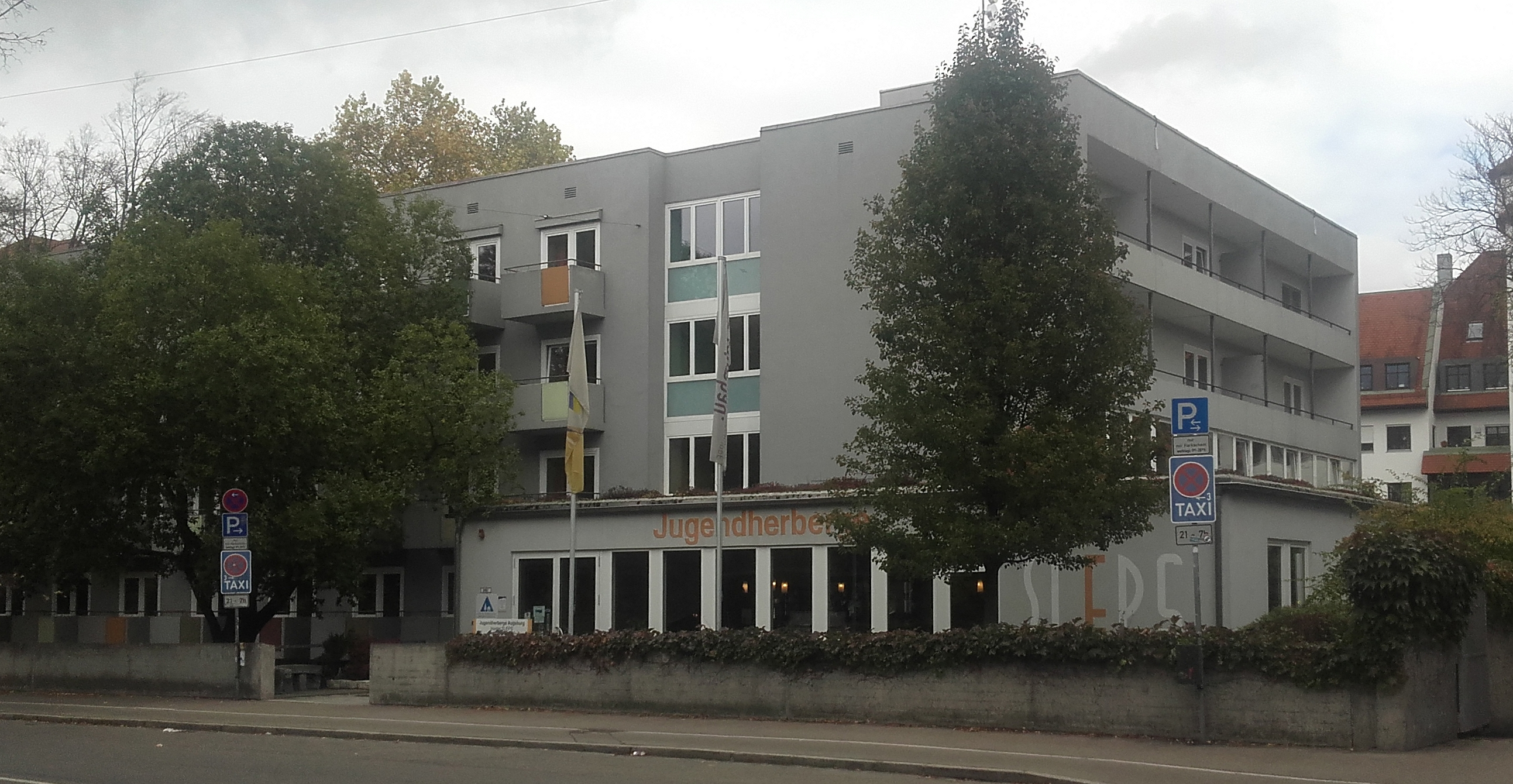
Ehemaliges Schwesternwohnheim (heute Jugendherberge)

Südlich des Hauptkrankenhauses, jenseits der Hensiusstraße,  befand sich seit 1967 das Schwesternwohnheim des Krankenhauszweckverbandes, heute ist darin die Augsburger Jugendherberge. Östlich des Gebäudes ist das Vincentinum gelegen und südöstlich die Kirche St. Maximilian.
Nördlich des Hauptkrankenhauses, von diesem durch die Straße „Pulvergäßchen“ getrennt, befindet sich das Heizkraftwerk Mitte. Der Stadtbach fließt unter dem Westflügel des Hauptkrankenhauses hindurch.
Im Hof des alten Hauptkrankenhauses wurde 1993 ein innovatives Spiralparkhaus mit einer Tiefe von 30 Metern gebaut. Aufgrund technischer Probleme und mangelnder Auslastung wurde die Anlage allerdings im Jahr 2000 endgültig geschlossen. Mit dem Beginn der Umbauarbeiten am alten Hauptkrankenhaus wurde die Parkgarage abgebrochen.